# Willie Gault
Willie James Gault (ur. 5 września 1960 w Griffin) – amerykański płotkarz.
Medalista zawodów Olympic Boycott Games 1980. Brązowy medalista mistrzostw świata z Helsinek w biegu na 110 m przez płotki. Złoty medalista w sztafecie 4 x 100 m jego partnerami ze sztafety byli: Emmit King, Calvin Smith i Carl Lewis, Amerykanie w finale pobili rekord świata (37,86).
W 1983 zakończył aktywną karierę lekkoatletyczną i przez 11 lat był zawodnikiem NFL (Futbol amerykański).
W 2008 Gault pobił rekord świata weteranów (kategoria 45–49 lat) w biegu na 200 metrów – 21,80.

## Rekordy życiowe
- bieg na 100 m  10,10  Provo, 5 czerwca 1982
- bieg na 110 m przez płotki  13,26  Indianapolis, 25 lipca 1982
- bieg na 50 m (hala) 5,77 (1984)
- bieg na 55 m (hala) 6,14 (1984)
- bieg na 50 m przez płotki (hala) 6,56 (1992)
- bieg na 55 m przez płotki (hala) 6,96 (1983) 6. wynik w historii
- bieg na 60 m przez płotki (hala) 7,67 (1983)
- bieg na 50 jardów 5,43 (1983)
- bieg na 50 jardów przez płotki (hala) 6,02 (1983) 6. wynik w historii